# Camporosso
Camporosso är en ort och kommun i provinsen Imperia i regionen Ligurien i Italien. Kommunen hade 5 566 invånare (2018).